# Dov'è andata la musica
Dov'è andata la musica è il terzo album di Dodi Battaglia, scritto e suonato in coppia con il chitarrista Tommy Emmanuel. Pubblicato il 7 aprile 2015 e registrato tra Acquapendente e Nashville, l'album è una fusione di generi, dal rock al pop, passando per il flamenco e il country. Arrangiato da Dodi e da Danilo Ballo, collaboratore dei Pooh, Dov'è andata la musica è il primo album i cui testi sono stati scritti da Battaglia; con la morte di Valerio Negrini, storico paroliere dei Pooh, infatti, si è presentato sin da subito il problema della stesura dei testi, così Battaglia, consapevole di poter essere l'unico capace di raccontarsi meglio di chiunque, decise di scrivere i testi delle canzoni. A Negrini è dedicato l'ultimo brano, Vale, presentato in occasione della serata in memoria del paroliere a Bergamo il 3 gennaio 2014 e qui riarrangiato in una nuova veste.
Il disco è composto da 8 brani cantati, dei quali uno in duetto con Beatrice Ferrantino e 4 strumentali, di cui 2 composti da Tommy Emmanuel e già pubblicati in precedenti dischi del chitarrista australiano (The Journey e Lewis and Clark).

## Tracce
1. Mediterranean Girl (Strumentale) (Battaglia)
2. Grazie (Battaglia-Battaglia-Gotti)
3. Streghetta (Battaglia-Battaglia-Gotti)
4. Io non so amare a metà (Pride-Battaglia-Adda)
5. The Journey (Strumentale) (Emmanuel-Hirshfelder)
6. Tu resti qui (Battaglia-Ballo-Battaglia-Gotti)
7. Una nuova pagina (Battaglia-Battaglia-Gotti)
8. Il treno della vita (Battaglia-Ballo-Battaglia)
9. Dov'è andata la musica (Dobbins-Battaglia-Gotti)
10. Lewis and Clark (Strumentale) (Emmanuel)
11. Ti lascio andare via (duetto con Beatrice Ferrantino) (Battaglia-Sala-Castro-Battaglia-Sala)
12. Vale (Strumentale) (Battaglia)

## Formazione
- Dodi Battaglia – voce, chitarra
- Danilo Ballo – tastiera, programmazione
- Cesare Chiodo – basso
- Lele Melotti – batteria
- Tommy Emmanuel – chitarra
- Beatrice Ferrantino - voce in Ti lascio andare via